# Richard Imbernón Ríos
Richard Imbernón Ríos (nascut el 21 de desembre de 1975) és un entrenador de futbol andorrà que dirigeix el CF Esperança d'Andorra.

## Carrera professional
Va començar la seva carrera de jugador amb el FC Andorra B. El 1996, va fitxar pel CE Principat. L'any 1999 fitxa per la Constel·lació Esportiva. L'any 2001 fitxa per la UE Sant Julià. El 2004 va fitxar pel FC Santa Coloma. L'any 2005 va tornar a la UE Sant Julià. L'any 2007 fitxa per l'Atlètic Club d'Escaldes. Després d'això, va fitxar per la UE Extremenya.
El 2008, va ser nomenat entrenador del FC Andorra. El 2013, va ser nomenat entrenador del FC Santa Coloma. Va ajudar el club a guanyar la lliga. El 2018, va tornar com a entrenador del FC Andorra. El 2019, va ser nomenat entrenador de l'Inter Club d'Escaldes. Després d'això, va ser nomenat entrenador de la selecció nacional de futbol sub-19 d'Andorra. El 2022, va ser nomenat entrenador de la Penya Encarnada d'Andorra. El 2023, va ser nomenat entrenador del CF Esperança d'Andorra.

## Vida personal
Va néixer el 21 de desembre de 1975 a Andorra la Vella, Andorra. És d'ascendència espanyola per part dels seus pares. Té quatre germans grans. Ha considerat l'internacional espanyol Lobo Carrasco com el seu ídol futbolístic. Va estudiar a l'escola de cinema a França. Després, va estudiar administració d'empreses. Ha publicat llibres.